# 青空ふろっぴぃ
『青空ふろっぴぃ』（あおぞらふろっぴぃ）は、1985年から1986年まで「週刊少年サンデー」で連載されていた細野不二彦によるサッカー漫画である。単行本は小学館（少年サンデーコミックス）から、全6巻が刊行されている。
コインロッカーに捨てられていた少年を主人公に据え、当初は新宿駅西口に住んでいる主人公をめぐる人間ドラマを意図していたが、途中で主人公がサッカーの少年チームに加わるあたりから、サッカー漫画に転換をはかる。

## 登場人物
空野トキオ（そらの ときお）
本作の主人公。歌舞伎西中学1年1組。新宿駅のコインロッカーの捨て子(赤ん坊)であったトキオだが、浮浪者である為に発見され、12年間施設や他所にも預けられる事なく新宿浮浪者たちによって育てられる。元来明るい性格で活発な少年だが幼い頃のトラウマで極度の閉所恐怖症である。生まれながらに頭に髷をしており、髷を捕まれると狂暴になる。幼い頃からサッカーボールを蹴ってばかりいたので丸い物を見ると条件反射で反応する習性がある。
高野みやこ（たかの みやこ）
トキオの同級生。東新宿キッカーズのエースストライカー。トキオのサッカーの素質を見ぬいて自身の所属するクラブハウスに勧誘する。
五代鉄雄（ごだい てつお）
西都財閥の御曹司。武蔵ヶ丘学院中等部のサッカー部キャプテン。